# چارلز مور، اولین مارکز دروگهدا
چارلز مور، اولین مارکز دروگهدا (انگلیسی: Charles Moore, 1st Marquess of Drogheda; ۲۹ ژوئن ۱۷۳۰ – ۲۲ دسامبر ۱۸۲۲) فرد نظامی اهل پادشاهی بریتانیای کبیر بود. وی همچنین برندهٔ جوایزی همچون نشان سنت پاتریک شده‌است.